# Список станцій Гельсінського метрополітену
Гельсінський метрополітен має 1 лінію. Список станцій:
Основна лінія
- Ківенлахті (фін. Kivenlahti, швед. Stensvik) відкрита 3 грудня 2022
- Еспоонлахті (фін. Espoonlahti, швед. Esboviken) відкрита 3 грудня 2022
- Соукка (фін. Soukka, швед. Sökö) відкрита 3 грудня 2022
- Каїтаа (фін. Kaitans metrostation, швед. Kaitans), відкрита 3 грудня 2022
- Фінноо (фін. Finnoo, швед. Finno) відкрита 3 грудня 2022
- Матінкюля‎ (фін. Matinkylä, швед. Mattby) відкрита 18 листопада 2017
- Ніттюкумпу (фін. Niittykumpu) (швед. Ängskulla) відкрита 18 листопада 2017
- Урхейлупуїсто (фін. Urheilupuisto, швед. Indrottsparken) відкрита 18 листопада 2017
- Тапіола (фін. Tapiola, швед. Hagalund) відкрита 18 листопада 2017
- Університет Аалто (фін. Aalto-yliopisto, швед. Aalto-Universitetet) відкрита 18 листопада 2017
- Кейланіемі (фін. Keilaniemi, швед. Kågeludden) відкрита 18 листопада 2017
- Койвусаарі (фін. Koivusaari, швед. Björkholmen) відкрита 18 листопада 2017
- Лауттасаарі (фін. Lauttasaari, швед. Drumsö) відкрита 18 листопада 2017
- Руохолахті (фін. Ruoholahti, швед. Gräsviken): відкрита 16 серпня 1993
- Камппі (фін. Kamppi, швед. Kampen): відкрита 1 березня 1983
- Раутатіенторі (фін. Rautatientori, швед. Järnvägstorget): відкрита 1 липня 1982
- Кайсаніемі (фін. Kaisaniemi, швед. Kajsaniemi): відкрита 1 березня 1995
- Гаканіемі (фін. Hakaniemi, швед. Hagnäs): відкрита 1 червня 1982
- Сьорняїнен (фін. Sörnäinen, швед. Sörnäs): відкрита 1 вересня 1984
- Каласатама (фін. Kalasatama, швед. Fiskhamnen): відкрита 1 січня 2007
- Кулосаарі (фін. Kulosaari, швед. Brändö): відкрита 1 червня 1982
- Херттоніемі (фін. Herttoniemi, швед. Hertonäs): відкрита 1 червня 1982
- Сіїлітіе (фін. Siilitie, швед. Igelkottsvägen): відкрита 1 червня 1982
- Ітякескус (фін. Itäkeskus, швед. Östra centrum): відкрита 1 червня 1982

### Ітякескус — Меллунмякі (північна ділянка)
- Ітякескус (фін. Itäkeskus, швед. Östra centrum): відкрита 1 червня 1982
- Мюллюпуро (фін. Myllypuro, швед. Kvarnbäcken): відкрита 21 жовтня 1986
- Контула (фін. Kontula, швед. Gårdsbacka): відкрита 21 жовтня 1986
- Меллунмякі (фін. Mellunmäki, швед. Mellungsbacka): відкрита 1 вересня 1989

### Ітякескус — Вуосаарі (східна ділянка)
- Ітякескус (фін. Itäkeskus, швед. Östra centrum): відкрита 1 червня 1982
- Пуотіла (фін. Puotila, швед. Botby gård): відкрита 31 серпня 1998
- Растіла (фін. Rastila, швед. Rastböle): відкрита 31 серпня 1998
- Вуосаарі (фін. Vuosaari, швед. Nordsjö): відкрита 31 серпня 1998